# Mosaïque des travaux d'Hercule de Liria
La mosaïque des douze travaux d'Hercule fut découverte à Liria en 1917, précisément dans le lieu-dit appelé la Bombilla au Pla del Arens. Elle date du premier tiers du IIIe siècle. Elle mesure 4,5 m de longueur sur 5,5 m de largeur. La mosaïque appartient à la collection permanente du Musée Archéologique National d’Espagne. Elle est référencée sous le numéro d'inventaire 38315 BIS.

## Histoire
La mosaïque représente les douze travaux exécutés par le héros grec Héraclès (romanisé en Hercule) sous l’ordre d’Eurysthée, roi de Tirynthe. La mosaïque a été trouvée en septembre 1917 lors de travaux effectués dans un immeuble appartenant à Francisco Porcar. Les restes d’une grande porte d’entrée suggère que la mosaïque constituait le pavement d’une salle de réception ou de représentation. Elle était en effet orientée pour impressionner les visiteurs entrant dans la pièce. La mosaïque fut conservée in situ jusqu’en 1941 où elle a été achetée par le Musée Archéologique d’Espagne pour seulement 25.000 pesetas.

## Description
Un peu plus de la moitié inférieure de la mosaïque est consacrée à la narration des travaux tandis que la moitié supérieure est composée d’une combinaison géométrique formée de triangles noirs et blancs réalisée selon la technique de l’opus tessellatum. L’ensemble de la mosaïque est entouré par un cadre végétal.
La zone qui concentre l'iconographie se divise en douze cadres qui entourent l'emblème central dans lequel est représenté le héros accompagné d'Omphale, reine de Lydie, dont il a été l'esclave. L'échange de vêtements est habituel dans l'iconographie hellénistique représentant ces personnages : Hercule se montre avec un habit et faisant des travaux de femmes et Omphale porte la léonté, la peau du lion de Némée, attribut caractéristique du héros grec.
Les travaux racontés dans les cadres qui entourent la scène centrale sont (en commençant par le cadre en haut à gauche et dans le sens horaire) : 
- Voler la ceinture d’Hippolyte (neuvième travail) 0,82 x 0,605 mètre.
- Capturer le Sanglier d’Érymanthe (quatrième travail) 0,765 x 0,610 mètre.
- Capturer Cerbère, le chien à trois têtes (douzième travail) 0,835 x 0,615 mètre
- Nettoyer les écuries d’Augias (cinquième travail) 0,80 x 0,61 mètre
- Tuer Géryon (dixième travail) 0,80 x 0,59 mètre
- Capturer les juments de Diomède (huitième travail) 0,81 x 0,585 mètre
- Voler les pommes du jardin des Hespérides (onzième travail) 0,80 x 0,69 mètre
- Capturer le taureau de Crète (septième travail) 0,77 x 0,685 mètre
- Tuer l’Hydre de Lerne (deuxième travail) 0,73 x 0,67 mètre.
- Etrangler le Lion de Némée (premier travail) 0,82 x 0,66 mètre.
- Chasser les oiseaux du lac Stymphale (sixième travail) 0,82 x 0,61 mètre .
- Capturer la biche de Cérynie (troisième travail) 0,81 x 0,59 mètre[5],[1]

## Fonction sociale
Les chercheurs s’intéressent aujourd’hui à la fonction sociale d’une telle mosaïque. Elle pourrait prendre place au sein d’une salle de réception ou de représentation. La partie géométrique correspondrait à un espace pouvant recevoir un meuble : un lectus si la pièce correspond à un cubiculum diurnum, une table ou une armoire si elle correspond à un tablinum. Les dimensions importantes de la mosaïque suggèrent qu’il pourrait s’agir d’un espace pour les banquets,.

## Interprétation iconographique
Les mosaïques représentant les douze travaux d’Hercule sont souvent interprétées comme une volonté pour le dominus de s’autoreprésenter à travers la figure du héros. Les qualités d’Hercule mises en avant par l’iconographie seraient utilisées pour refléter celles du propriétaire de la demeure. Néanmoins, la particularité de la mosaïque de Liria, notamment son emblème central représentant Hercule féminisé, esclave d’Omphale, questionne. L’une des possibilités pour comprendre cette représentation selon Tamara Peñalver Carrascosa serait que la demeure appartienne à une femme, cas rare, mais possible selon le droit romain. La riche matrone ayant acquis le statut de propriétaire affirmerait ici son pouvoir et ses qualités sous la figure d’une Omphale dominatrice.

## Galerie

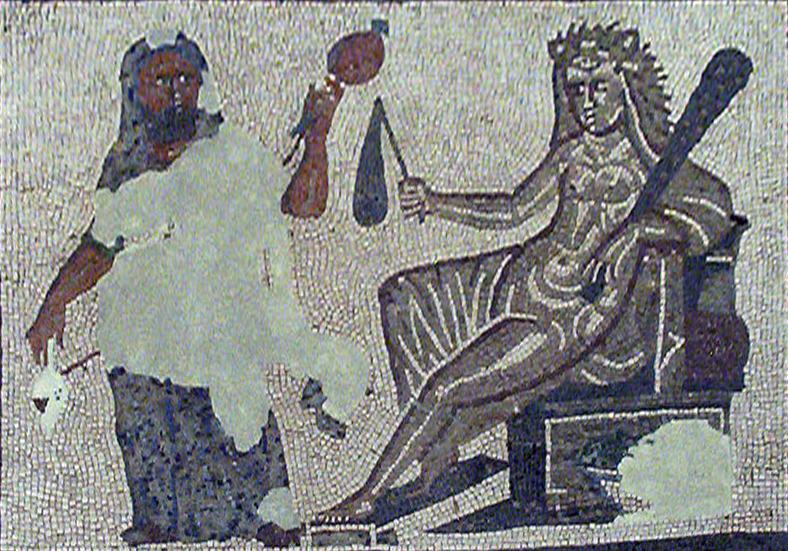
Emblème central représentant Hercule et Omphale travestis
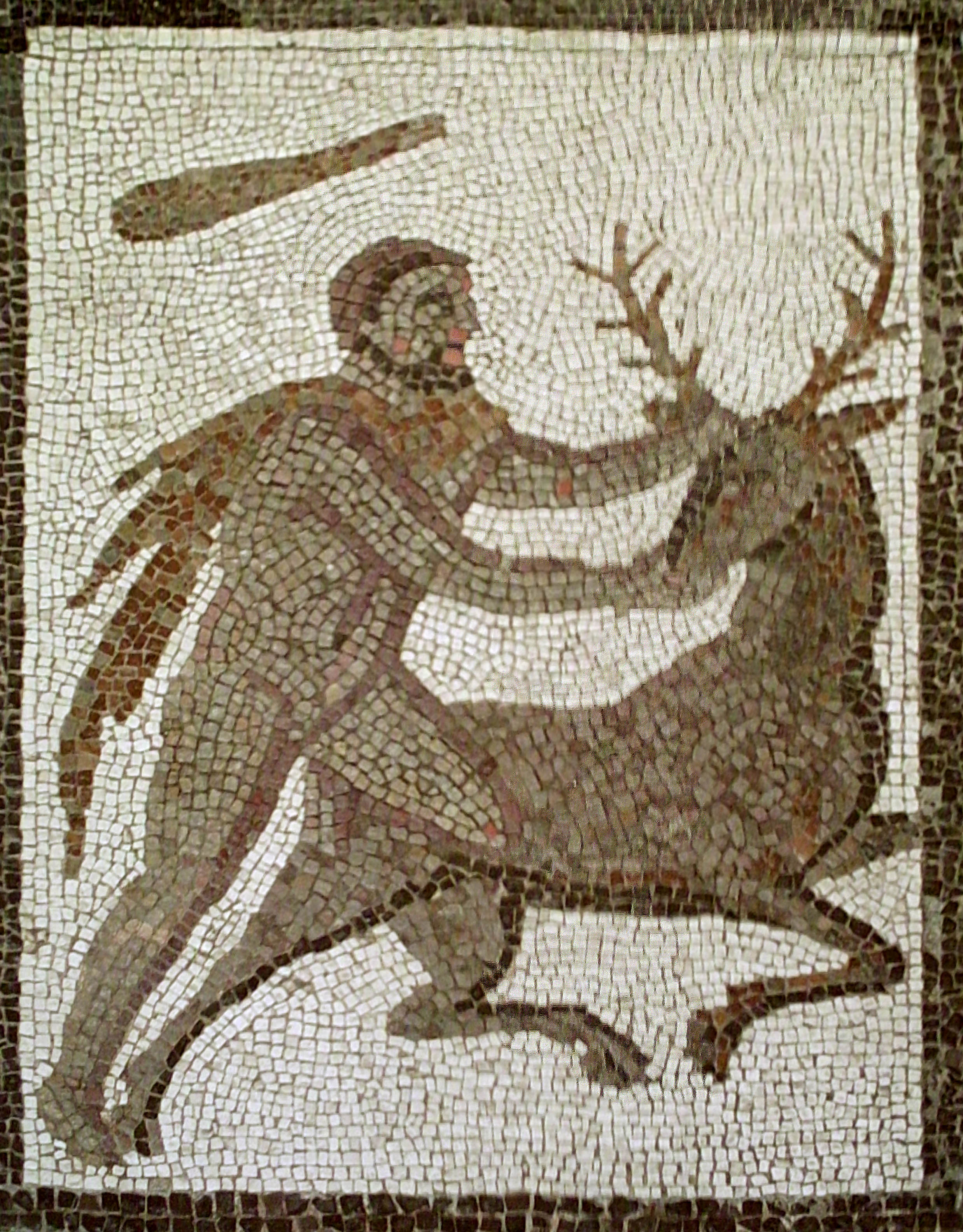
Hercule capturant la biche de Cérynie
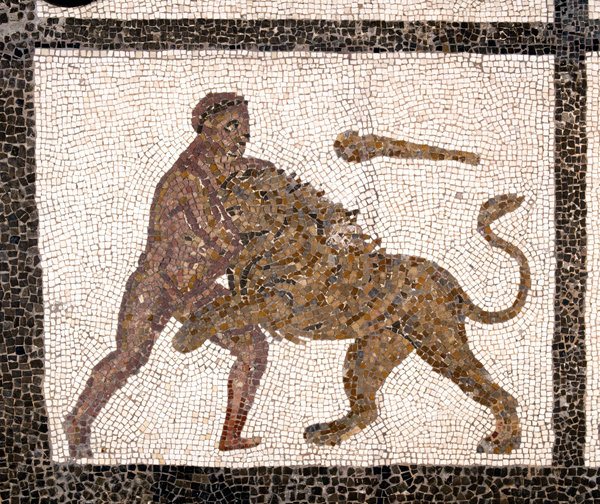
Hercule étouffant le lion de Némée
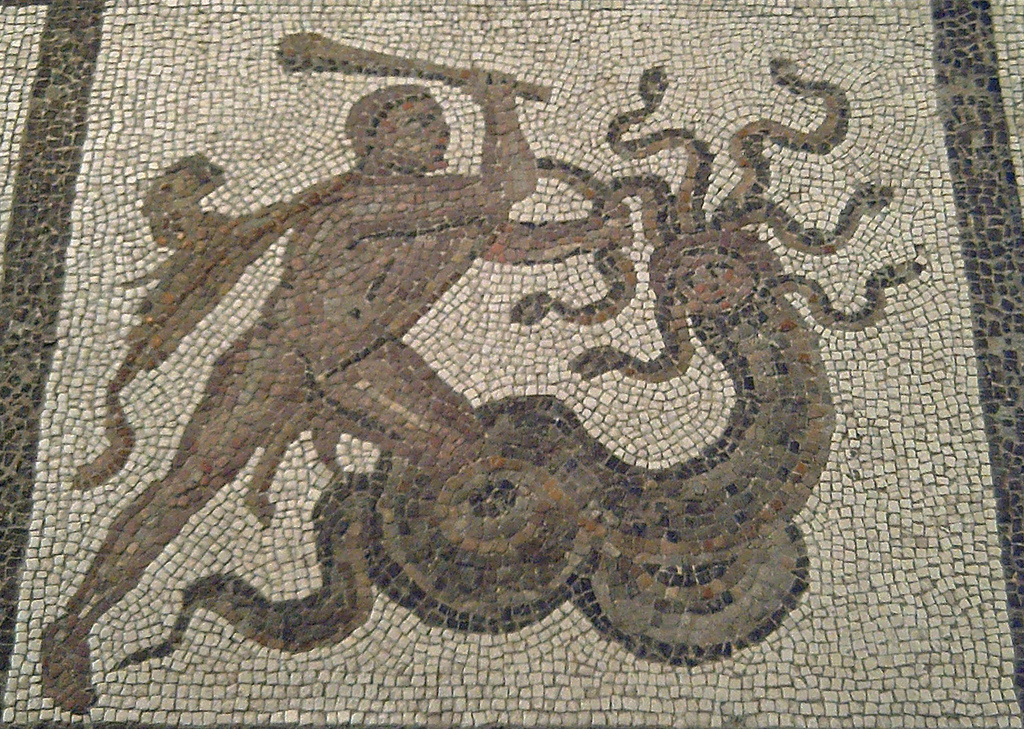
Hercule tuant l'hydre de Lerne
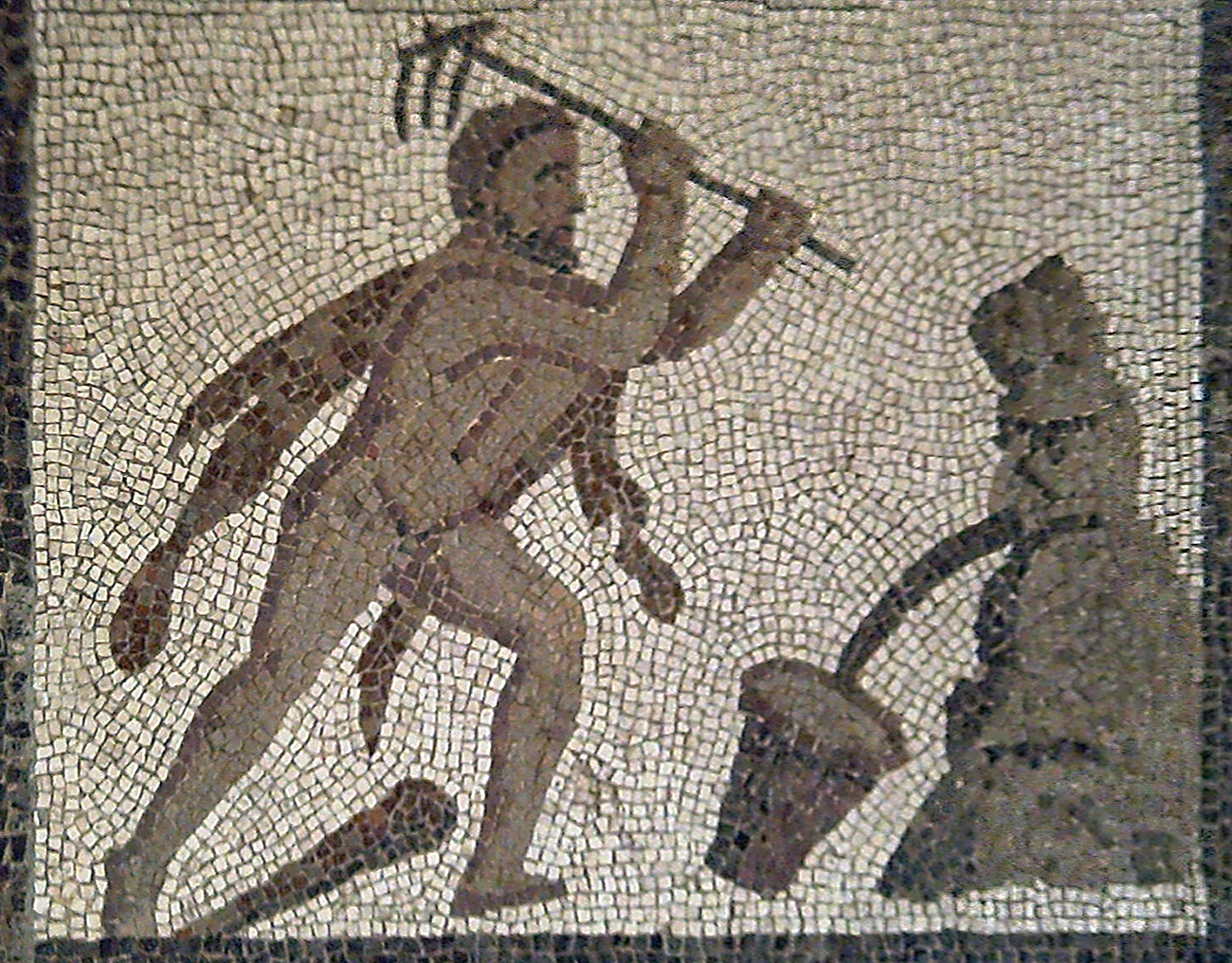
Hercule nettoyant les écuries d'Augias
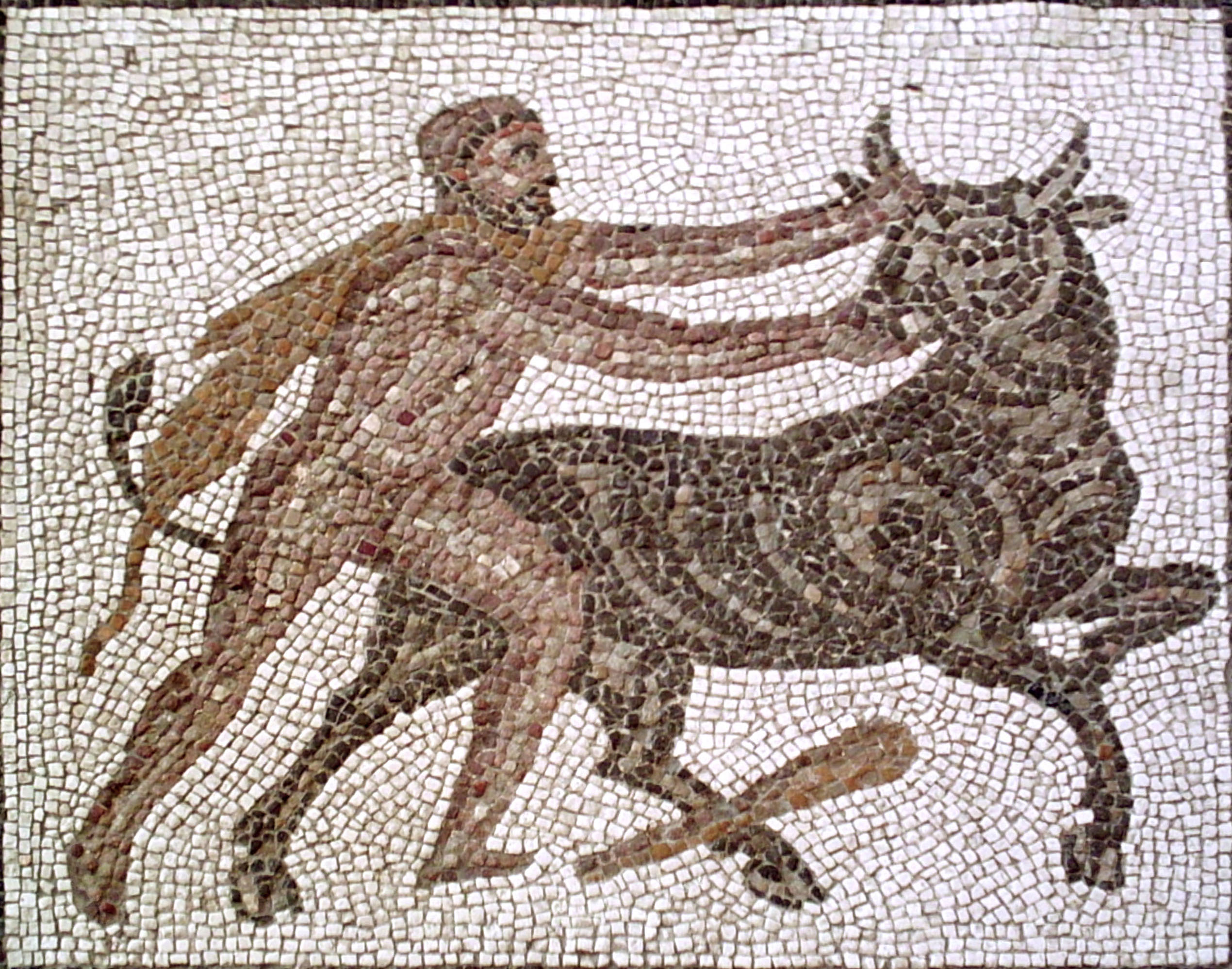
Hercule domptant le taureau de Crète
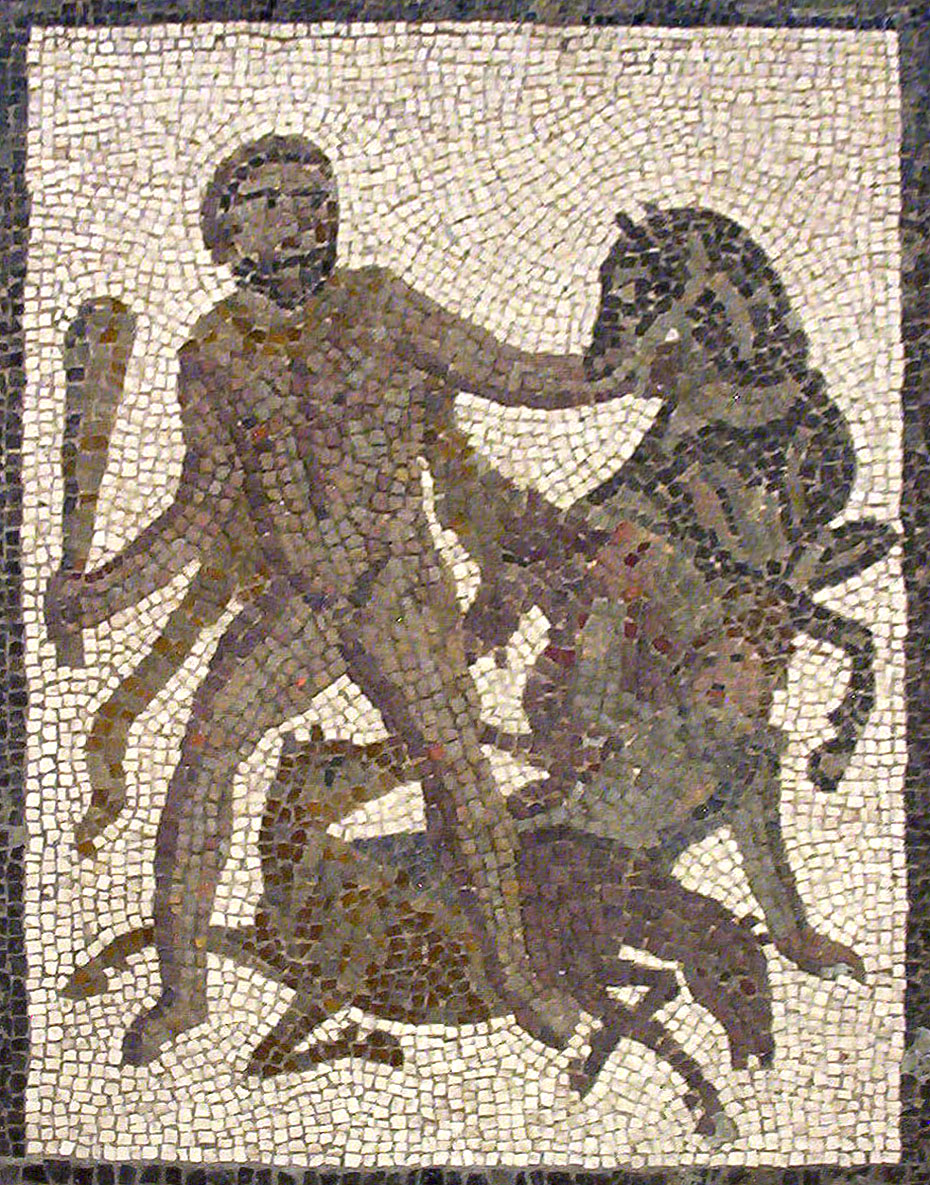
Hercule capturant Cerbère
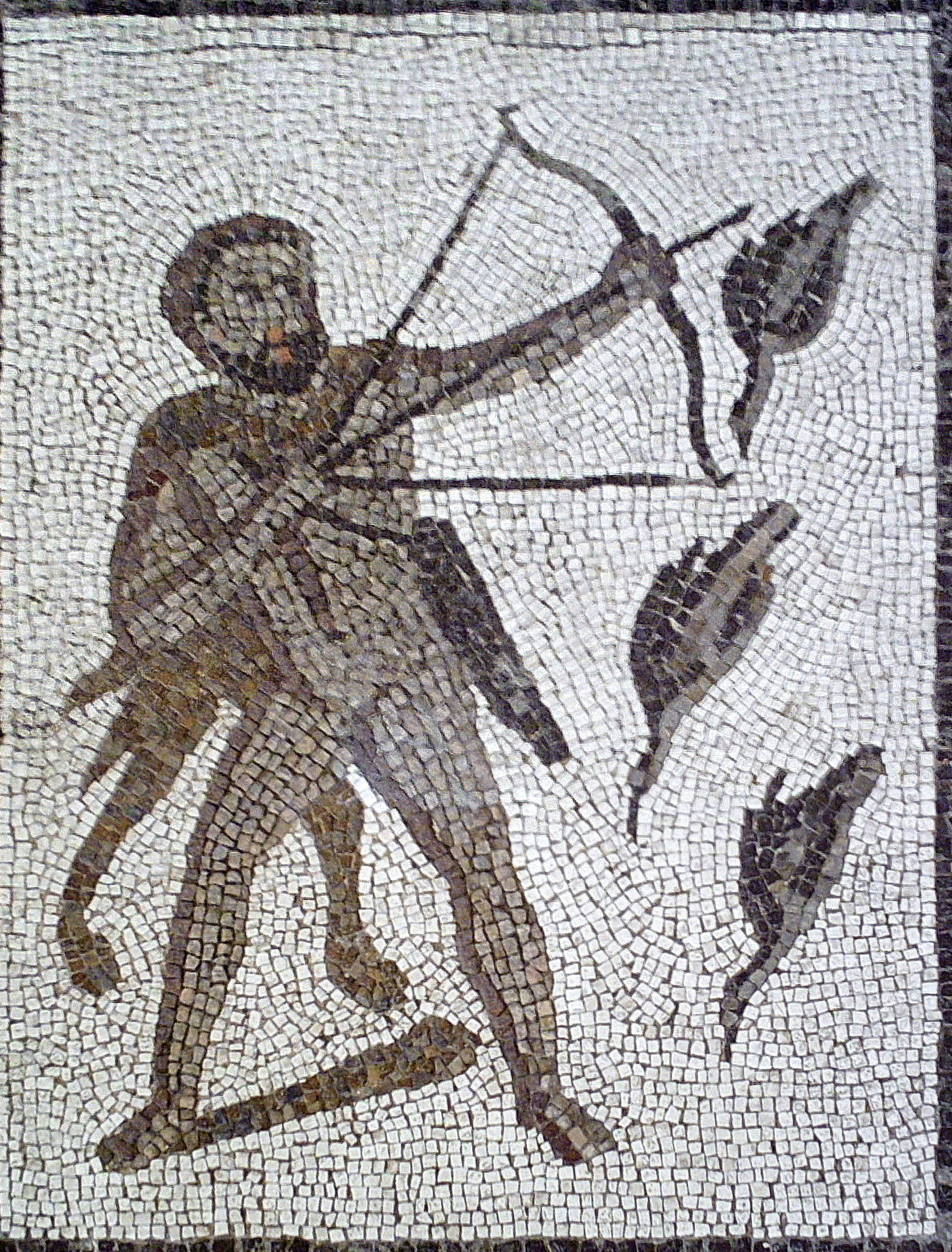
Hercule chassant les oiseaux du lac Stymphale